# Regnbågsgirella
Regnbågsgirella (Thalassoma lucasanum) är en fiskart som först beskrevs av Gill 1862.  Regnbågsgirella ingår i släktet Thalassoma och familjen läppfiskar. IUCN kategoriserar arten globalt som livskraftig. Inga underarter finns listade i Catalogue of Life.